# Orthodox (Band)
Orthodox ist eine 2004 gegründete spanische Doom-Metal-Band.

## Geschichte
Der Sänger und Bassist Marco Serrato, der Schlagzeuger Borja Vera und der Gitarrist Ricardo Jiménez gründeten Orthodox 2004. Seit ihrem Bestehen tritt die Band in den Roben der Mönche von Sevilla auf. Die Band möchte über die Vermummung und einen Mangel an Bewegung auf der Bühne, für den Zeitraum der Auftritte, die Individualität ausschließen und das Publikum auf die Musik fokussieren. „Der einzig ästhetische Bezugspunkt sind drei unbewegliche Figuren in Schwarz.“ Zu späteren Auftritten verzichtete die Gruppe auf die Kostümierung.
Die Alben Grand Poder und Amanecer En Puerta Oscura erschienen in den Vereinigten Staaten auf Southern Lord. Als europäisches Label fungierte von Beginn an das spanische Unternehmen Alone Records. Bereits das Debüt erhielt in der Fachpresse internationale Anerkennung. Rock- und Metal-Magazine wie The Wire, Rock-A-Rolla oder Terrorizer besprachen das Album.
In den folgenden Jahren spielte die Band auf internationalen Festivals wie dem Roadburn, dem Supersonic, dem Hellfest sowie dem Kraak Festival. Hinzu kamen Supportauftritte für Scott Kelly, Voivod und Corrosion of Conformity.

## Stil

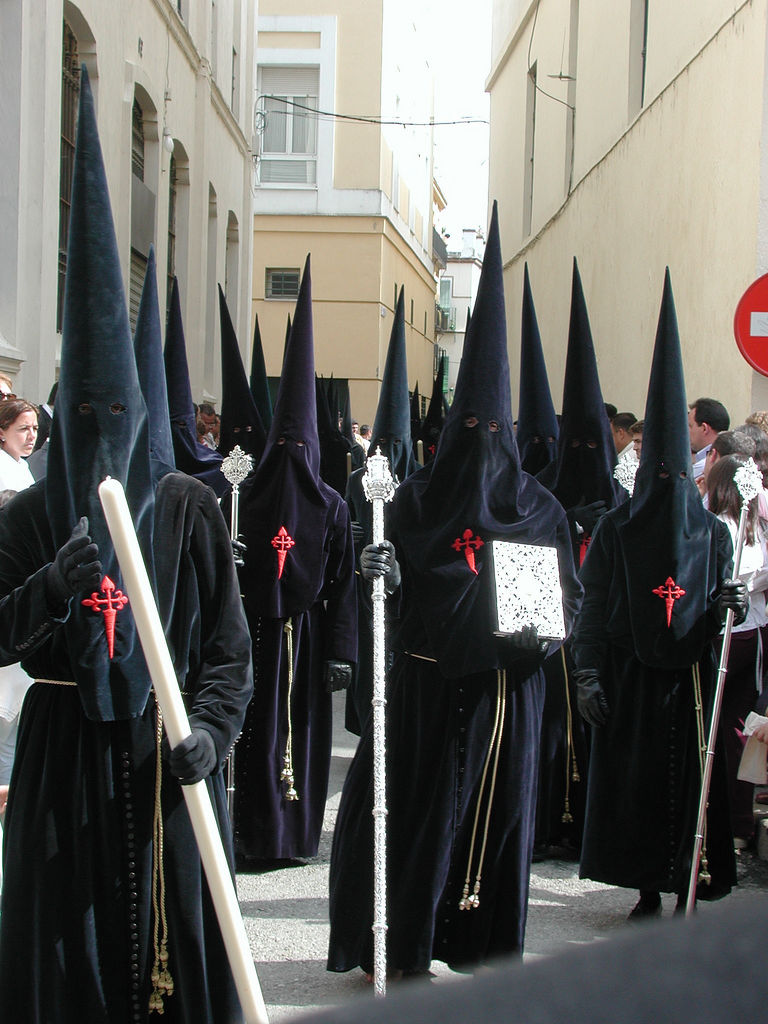
Die Roben der Bruderschaften, die am Palmsonntag ihre Prozession in Sevilla begehen, dienten Orthodox als Vorlage für ihre Bühnenkostüme

### Musik
Das Debütalbum von Orthodox ist am klassischen Doom Metal von Black Sabbath und an den moderneren Doom-Derivaten von The Melvins, Earth und Sleep orientiert, spätere Veröffentlichungen nahmen Einflüsse von John Coltrane, Ornette Coleman, Ennio Morricone auf und erweiterten so den Stil zu einer individuellen Mischung aus Fusion und Doom. Das vierte Studioalbum Ba’al verstärkte erneut den ursprünglichen Klang der Band und orientierte sich wieder am klassischen Doom Metal.

### Texte
Orthodox thematisieren überwiegend okkulte Inhalte in einer Auseinandersetzung mit der vorherrschenden Religion in der spanischen Bevölkerung. Der baptistisch sozialisierte Marco Serrato Gallardo beschreibt den inhaltlichen Schwerpunkt als paganistischen Blickwinkel auf das Christentum:

„Christianism, paganism, and even magic have a big place in Orthodox. We offer a pagan vision of Christianism which brings some contradictions to the table, but also brings some light about other angles. There’s a lot of recycled paganism under Christian make-up. So it is a more ambiguous thing than just being with or against something.“

„Christentum, Paganismus und auch Magie haben einen großen Einfluss auf Orthodox. Wir präsentieren eine paganistische Sicht auf das Christentum, das bringt einige Widersprüche auf den Tisch, aber bringt ebenso etwas Licht in andere Sichtweisen. Es gibt eine Menge wiederverwerteten Paganismus unter der christlichen Maske“

## Diskografie
- 2005: Demo (Demo)
- 2006: Gran Poder (Album, Alone Records / Southern Lord)
- 2007: Amanecer en Puerta Oscura (Album, Alone Records / Southern Lord)
- 2008: Four Burials (Split mit Mournful Congregation, Otesanek und Loss, Battle Kommand Records)
- 2009: Sentencia (Album, Alone Records)
- 2010: Matse Avatar (EP, Doomentia Records)
- 2011: Ba’al (Album, Alone Records)
- 2012: Demo 2005 (EP, Féretro Records)
- 2013: Conoce los Caminos (Kompilation Doppelalbum, Alone Records)
- 2013: Der fliegende Holländer (MC Livealbum, Knockturne Records)
- 2015: Demonio del mediodía (MC, Sentencia Records)
- 2015: Crown for a Mole (Single, Alone Records)
- 2015: Axis (Album, Alone Records)
- 2017: Supreme (Album, Utech Records)
- 2017: Orthodox/Grajo (Split-Single mit Grajo, Aladeriva Records)
- 2018: Rainbow Grave/Orthodox (Split-Single mit Rainbow Grave, God Unknown Records)
- 2018: Κρέας (Album, Alone Records)